# Університет Казимира Великого в Бидгощі
53°07′51″ пн. ш. 18°01′11″ сх. д. / 53.13083° пн. ш. 18.01972° сх. д.
Університет Казимира Великого в Бидгощі (пол. Uniwersytet Kazimierza Wielkiego w Bydgoszczy) — класичний заклад вищої освіти в польському місті Бидгощ, заснований у 1969 році.

## Історія
Заснований наказом міністра освіти 28 червня 1969 року як Вища педагогічна школа. У струкутурі працювало два факультети.
У 1971 році університет реорганізований на трифакторну школу.
У жовтні 1974 року отримав академічний статус та реорганізований у Педагогічний університет
У 1980-х роках здійснено дві спроби інтегрувати університет до Університету імені Миколая Коперника в Торуні або перетворити його на університет. Обидві концепції не були реалізовані: перша не прийнята в науковій спільноті Торуня, а друга, незважаючи на попереднє рішення Міністерства освіти, не була реалізована.
У 1986 році університет отримав перші права на присвоєння докторських ступенів (педагогіка).
З 1990 по 2000 рік кількість студентів зросла з 5 000 до 18 000, а викладачів — з 400 до 700.
У червні 2000 року університет перетворений на Академію імені Казимира Великого в Бидгощі.
У 2005 році на базі академії утворений Університет Казимира Великого в Бидгощі.
27 червня 2019 року в приміщенні бібліотеки було офіційно відкрито музей університету.

## Структура
З 1 жовтня 2019 року:
- Колегіум I:
  - Історичний факультет
  - Факультет мовознавства
  - Факультет літературознавства
  - Філософський факультет
  - Культурологічний факультет
- Колегіум II:
  - Факультет музичної освіти
  - Факультет педагогіки
  - Факультет психології
- Колегіум III:
  - Факультет мехатроніки
  - Біологічний факультет
  - Інститут фізики
  - Інститут географії
  - Інститут інформатики
  - Інститут матеріалознавства
  - Інститут фізичної культури
  - Інститут математики
- Колегіум IV:
  - Факультет політології та управління
  - Інститут соціальної комунікації та медіатехнологій
  - Інститут права та економіки
- Загальноуніверситетські підрозділи:
  - Казимірський університет третього віку
  - Наукова бібліотека
  - Центр психологічних досліджень імені Курта Левіна
  - Музей дипломатії та польської діаспори
  - Видавництво
  - Центр відродження водних шляхів
  - Центр трансферу технологій та інновацій
- Міжфакультетські підрозділи
  - Навчальний центр польської мови для іноземців
  - Центр іноземних мов
  - Центр практик
  - Центр фізичного виховання
- Міжколегіальні підрозділи:
  - Центр клінічної комунікації
  - Міжколегіальний центр ветеринарної медицини

### Попередня структура
Структура університету до 30 вересня 2019:
- Факультет управління та суспільних наук
  - Інститут філософії
  - Інститут права, управління та менеджменту
  - Кафедра наукової інформації та бібліографії
  - Кафедра соціології
- Гуманітарний факультет
  - Інститут польської філології та культурознавства
  - Інститут історії та міжнародних відносин
  - Інститут політичних наук
  - Інститут сучасних мов та прикладної лінгвістики
  - Кафедра журналістики, нових медіа та соціальних комунікацій
  - Кафедра германістики
- Факультет природничих наук[3]
  - Інститут експериментальної біології
  - Інститут біології довкілля
- Факультет педагогіки та психології
  - Інститут педагогіки
  - Інститут психології
- Факультет математики, фізики і техніки
  - Інститут техніки
  - Інститут фізики
  - Інститут математики
  - Інститут механіки та прикладної інформатики
- Факультет фізичної культури, здоров'я та туризму[4]
  - Інститут географії
  - Інститут фізичної культури
- Факультет музичної освіти [5][6]
  - Кафедра диригування
  - Кафедра викладання фортепіано
  - Кафедра музичної культури
  - Кафедра вокалу
  - Кафедра теорії музики
  - Кафедра інструментальної та естрадної музики